# Kaija Kärkinen
Kaija Kärkinen, född 9 september 1962 i Sodankylä, är en finländsk skådespelerska och sångerska. Hon har bland annat varit med i TV-serien Rederiet i rollen Pirjo Koskinen. Hon representerade Finland i Eurovision Song Contest 1991 med rockballaden Hullu yö (galen natt).